# Fiume Veneto
Fiume Veneto is een gemeente in de Italiaanse provincie Pordenone (regio Friuli-Venezia Giulia) en telt 10.652 inwoners (31-12-2004). De oppervlakte bedraagt 35,8 km², de bevolkingsdichtheid is 289 inwoners per km².
De volgende frazioni maken deel uit van de gemeente: Cimpello, Pescincanna, Bannia.

## Demografie
Fiume Veneto telt ongeveer 4065 huishoudens. Het aantal inwoners steeg in de periode 1991-2001 met 9,5% volgens cijfers uit de tienjaarlijkse volkstellingen van ISTAT.

## Partnersteden
- Sirnitz, gemeente Albeck, Karinthië, Oostenrijk sinds 1993
- Hude, Nedersaksen, Duitsland, sinds 2002
- Castelsarrasin, regio Occitanie, Frankrijk, sinds 2007

| Jaar | Inwoneraantal |
| ---- | ------------- |
| 1991 | 9332          |
| 2001 | 10.221        |

## Geografie
Fiume Veneto grenst aan de volgende gemeenten: Azzano Decimo, Casarsa della Delizia, Chions, Pordenone, San Vito al Tagliamento, Zoppola.
Andreis · Arba · Arzene · Aviano · Azzano Decimo · Barcis · Brugnera · Budoia · Caneva · Casarsa della Delizia · Castelnovo del Friuli · Cavasso Nuovo · Chions · Cimolais · Claut · Clauzetto · Cordenons · Cordovado · Erto e Casso · Fanna · Fiume Veneto · Fontanafredda · Frisanco · Maniago · Meduno · Montereale Valcellina · Morsano al Tagliamento · Pasiano di Pordenone · Pinzano al Tagliamento · Polcenigo · Porcia · Pordenone · Prata di Pordenone · Pravisdomini · Roveredo in Piano · Sacile · San Giorgio della Richinvelda · San Martino al Tagliamento · San Quirino · Sequals · Sesto al Reghena · San Vito al Tagliamento · Spilimbergo · Tramonti di Sopra · Tramonti di Sotto · Travesio · Vajont · Valvasone · Vito d'Asio · Vivaro · Zoppola
1. ↑  https://demo.istat.it/?l=it.